# Dadaş
Pour les articles homonymes, voir Dadas.
Dadaş (Dedaş, en kurde) est un village du district de Hazro, dans la province de Diyarbakır, région Anatolie du sud-est (Turquie).

Situation de la province de Diyarbakır en Turquie.

## Démographie
Au recensement de 2000, Dadaş comporte 915 habitants.
| Population | Population |
| ---------- | ---------- |
| 1997       | 1477       |
| 2000       | 915        |

## Administration
Le code postal de Dadaş est 21560, son code régional 0412. Le village possède un bureau de poste.
Les élections du chef du village ont lieu en 1984, 1989, 1994, 1999 et 2004.

## Géographie
Dadaş est situé à 80 km de Diyarbakır et à 10 km de Hazro.

### Climat
Le climat du village est continental.

## Économie
L'économie de Dadaş est basée sur l'agriculture et l'élevage. Le village possède des réseaux d'adduction d'eau potable, de distribution d'électricité et d'accès au téléphone, mais pas d'assainissement.

## Société
Dadaş ne comporte pas d'établissement scolaire. Les élèves de l'enseignement primaire bénéficient d'un ramassage scolaire par autocars. Il n'y a pas d'infrastructure médicale.

## Transports
Dadaş n'est pas desservi par une route goudronnée.